# Ezequiel Di Giácomo
Ezequiel Di Giácomo es un deportista argentino que compite en piragüismo en la modalidad de aguas tranquilas. Ganó dos medallas de oro en los Juegos Panamericanos en los años 2015 y 2019.

## Palmarés internacional
| Juegos Panamericanos | Juegos Panamericanos | Juegos Panamericanos | Juegos Panamericanos |
| Año                  | Lugar                | Medalla              | Competición          |
| -------------------- | -------------------- | -------------------- | -------------------- |
| 2015                 | Toronto (Canadá)     | Medalla de oro       | K2 200 m             |
| 2019                 | Lima (Perú)          | Medalla de oro       | K4 500 m             |